# Per Hasselberg
Pour les articles homonymes, voir Hasselberg (homonymie).
Per Hasselberg, né le 1er janvier 1850 et mort le 25 juillet 1894, est un sculpteur suédois.

## Biographie

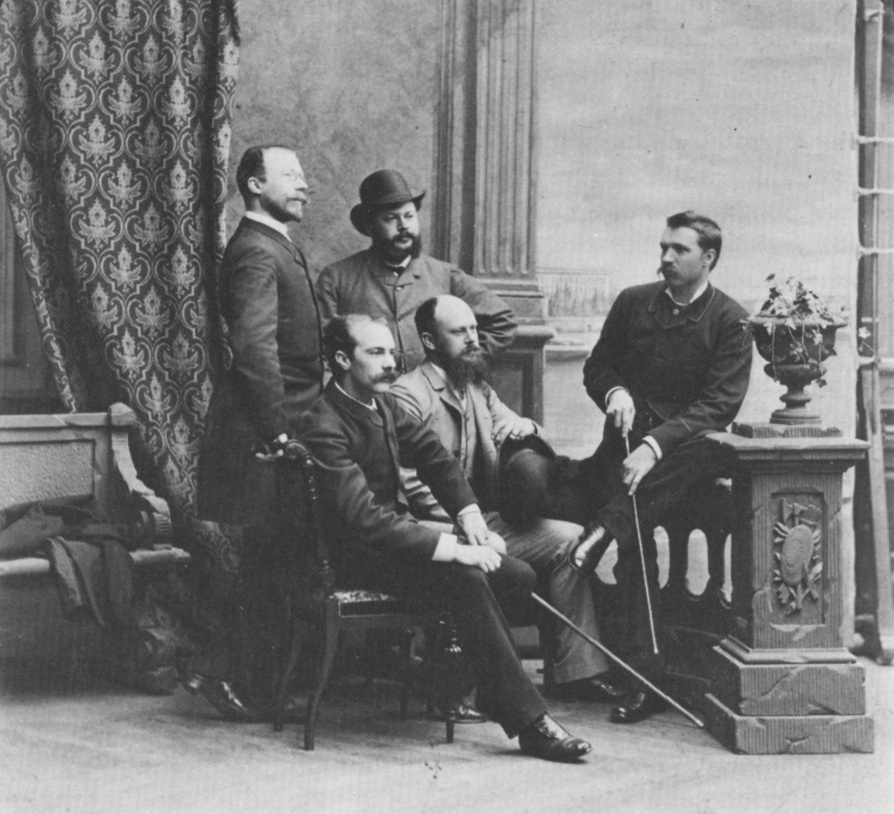
Per Hasselberg à droite, en 1885 en compagnie des futurs fondateurs de la Konstnärsförbundet : Carl Larsson et Ernst Josephson debout, et Richard Bergh et August Hagborg assis devant

Il a étudié à Paris avec François Jouffroy. 

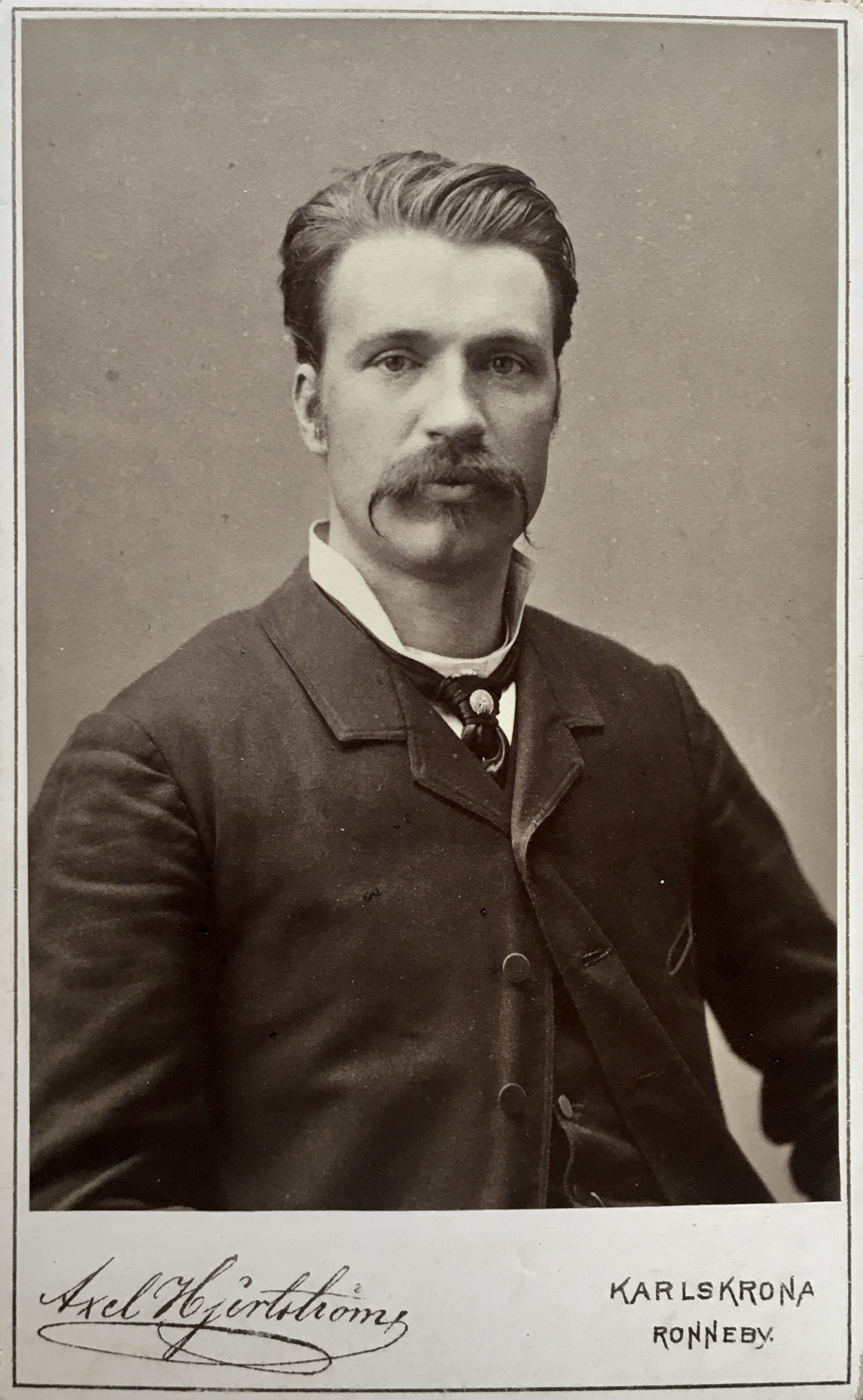
Per Hasselberg à Ronneby en 1885.

En 1884 et 1885, il exécute une série de compositions allégoriques pour la galerie de son principal mécène Pontus Fürstenberg à Göteborg (Suède). Ces allégories figurent des inventions et découvertes alors relativement récentes et associées à l'idée de modernité : la vapeur, l'électricité, le magnétisme, la dynamite, la photographie et le téléphone. Ces compositions sont complétées par des médaillons peints par August Hagborg, Hugo Salmson, Ernst Josephson, Carl Larsson, Georg Pauli et Richard Bergh. L'ensemble de ces décors se trouve aujourd'hui au musée des Beaux-Arts de Göteborg. 
En 1885 et 1886 il est un des meneurs du groupe d'artistes suédois installés à Paris à l'origine de la Konstnärsförbundet (sv) (« Fédération des artistes »), une organisation créée en 1886 en opposition à l'académie des Beaux-Arts de Stockholm. 
Il a exposé à plusieurs reprises au Salon, ainsi qu'à l'exposition universelle de Paris de 1889 dans la section artistique suédoise non-officielle. À cette occasion, il a été membre du jury international de sculpture. Ses œuvres les plus célèbres, toutes deux présentées en 1889, sont Perce-neige et La Grenouille. Ces deux œuvres lui ont valu des médailles et ont toutes deux été reproduites en multiples exemplaires par la suite. Perce-neige et La Grenouille ont également fait l'objet de reproductions en statuette, en témoignent les exemplaires en porcelaine conservés au Nationalmuseum à Stockholm. Il effectue aussi de nombreux bustes, les plus connus et les plus reproduits ont été les bustes en bronze du peintre Ernst Josephson et du prince Eugen de Suède.
Il obtint un certain succès auprès du public et de la critique au Salon de Paris mais ne parvint pas à y concrétiser de vente lui permettant d'assurer sa subsistance en France. C'est en Suède qu'il a trouvé ses principaux mécènes, aux premiers rang desquels se trouvent le marchand Pontus Fürstenberg et le prince Eugen de Suède. Pour ces raisons, peu de ses œuvres sont conservées en France malgré le rôle important de son passage à Paris dans sa carrière. Ses œuvres se trouvent aujourd'hui, pour les collections les plus importantes, au Prins Eugens Waldemarsudde qui conserve l'ancienne collection du prince Eugen, au Nationalmuseum et à la Galerie Thiel à Stockholm, ainsi qu'au musée des Beaux-Arts de Göteborg qui a hérité de la collection de Pontus Fürstenberg.

## Galerie

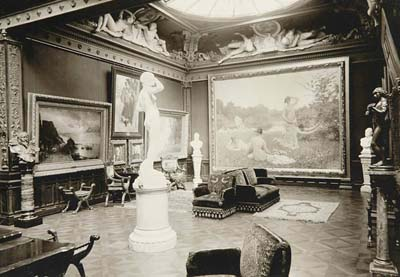
Les sculptures de Per Hasselberg dans la galerie de Pontus Fürstenberg à Göteborg
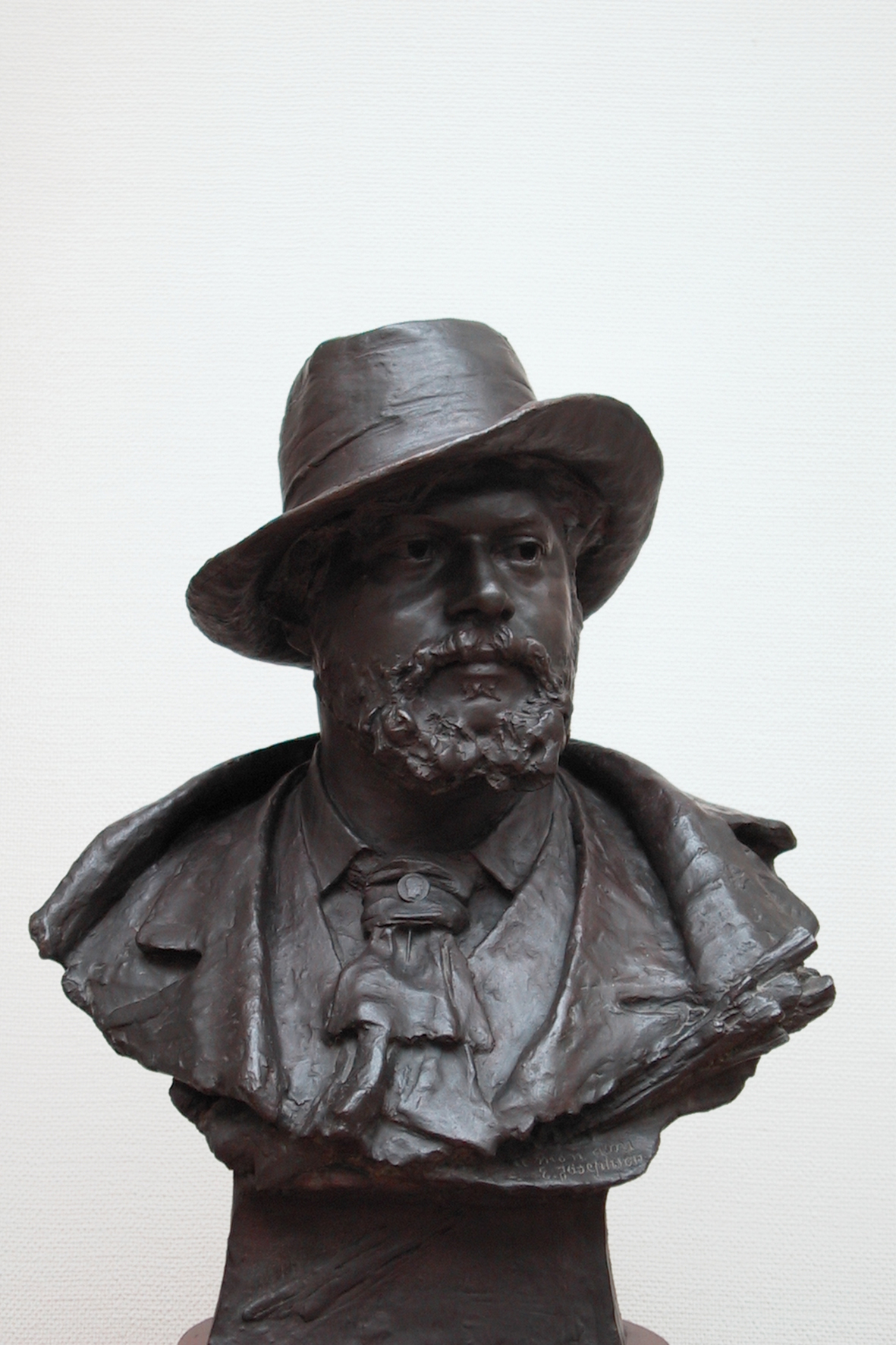
Buste d'Ernst Josephson, première édition en 1883
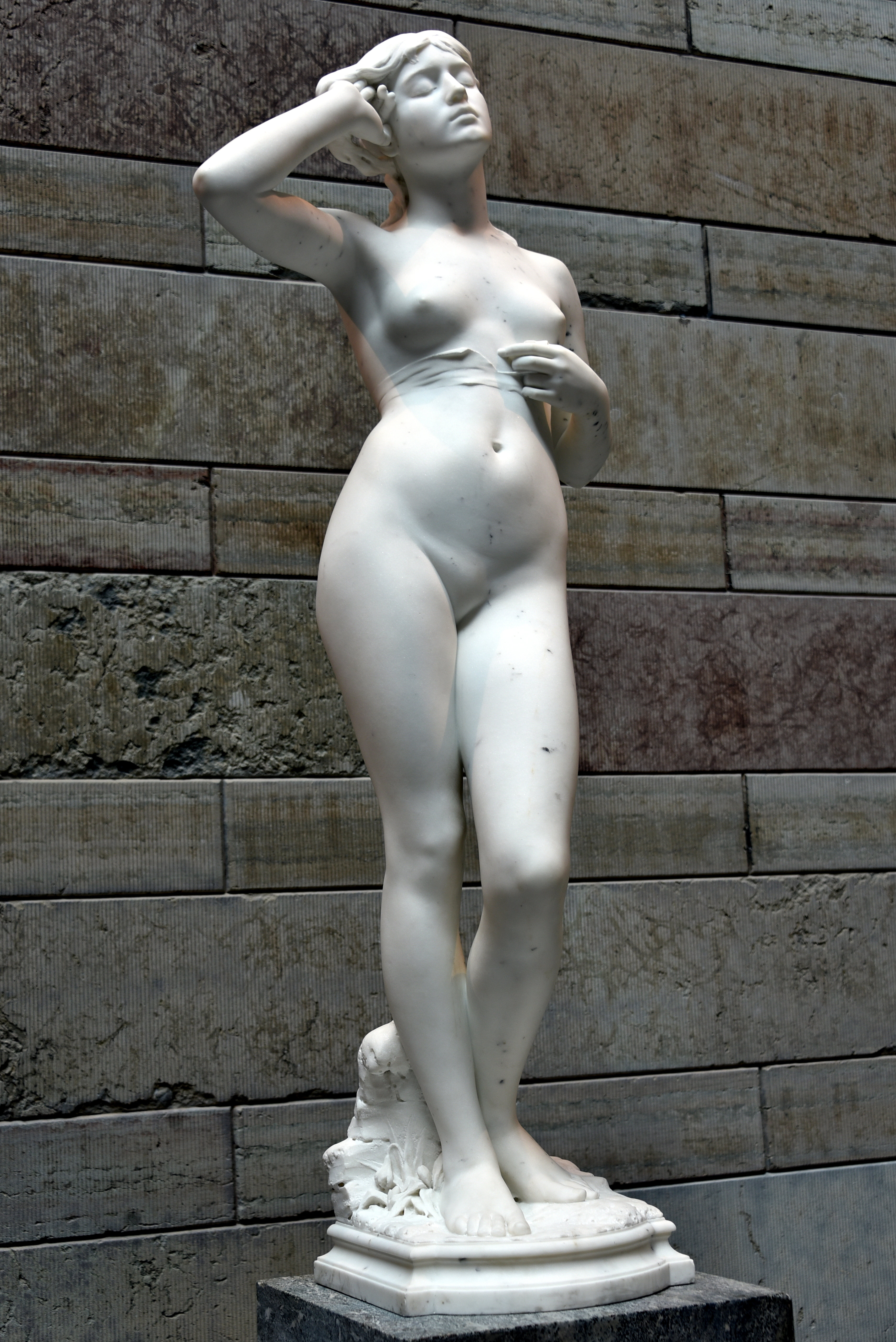
Le Perceneige, 1883 - Stockholm National Museum
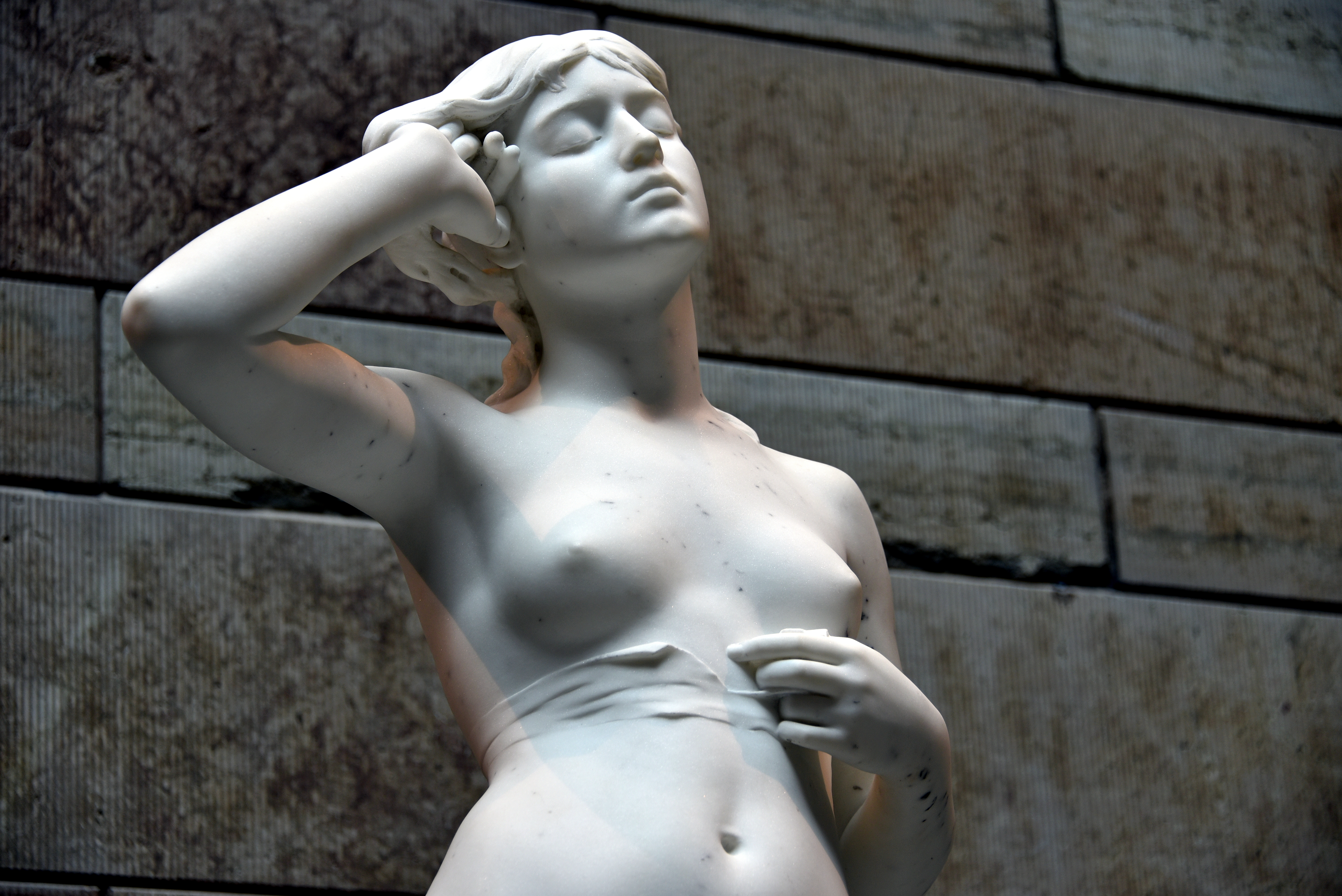
Le Perceneige (détail)
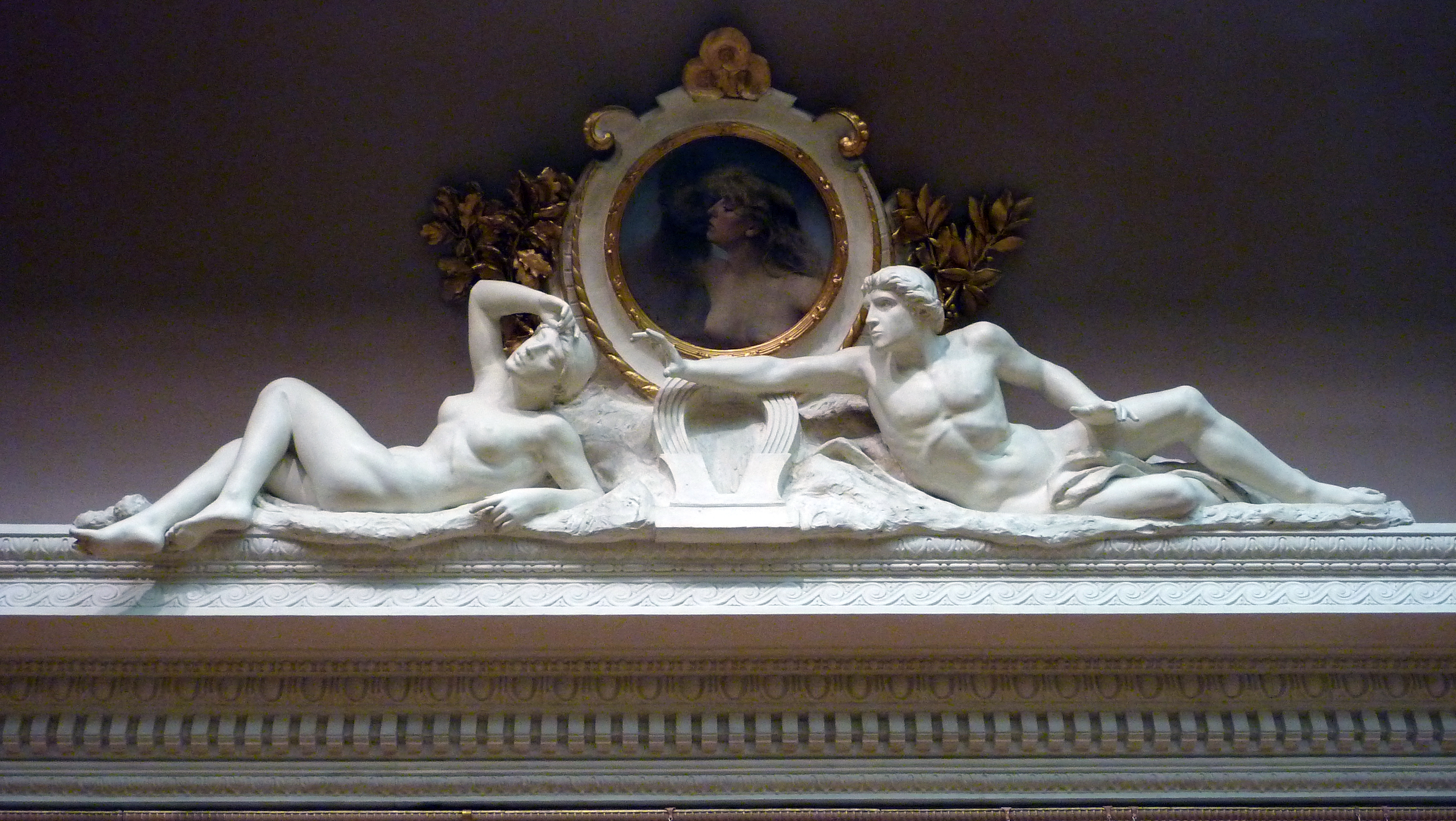
Le Magnétisme, 1884
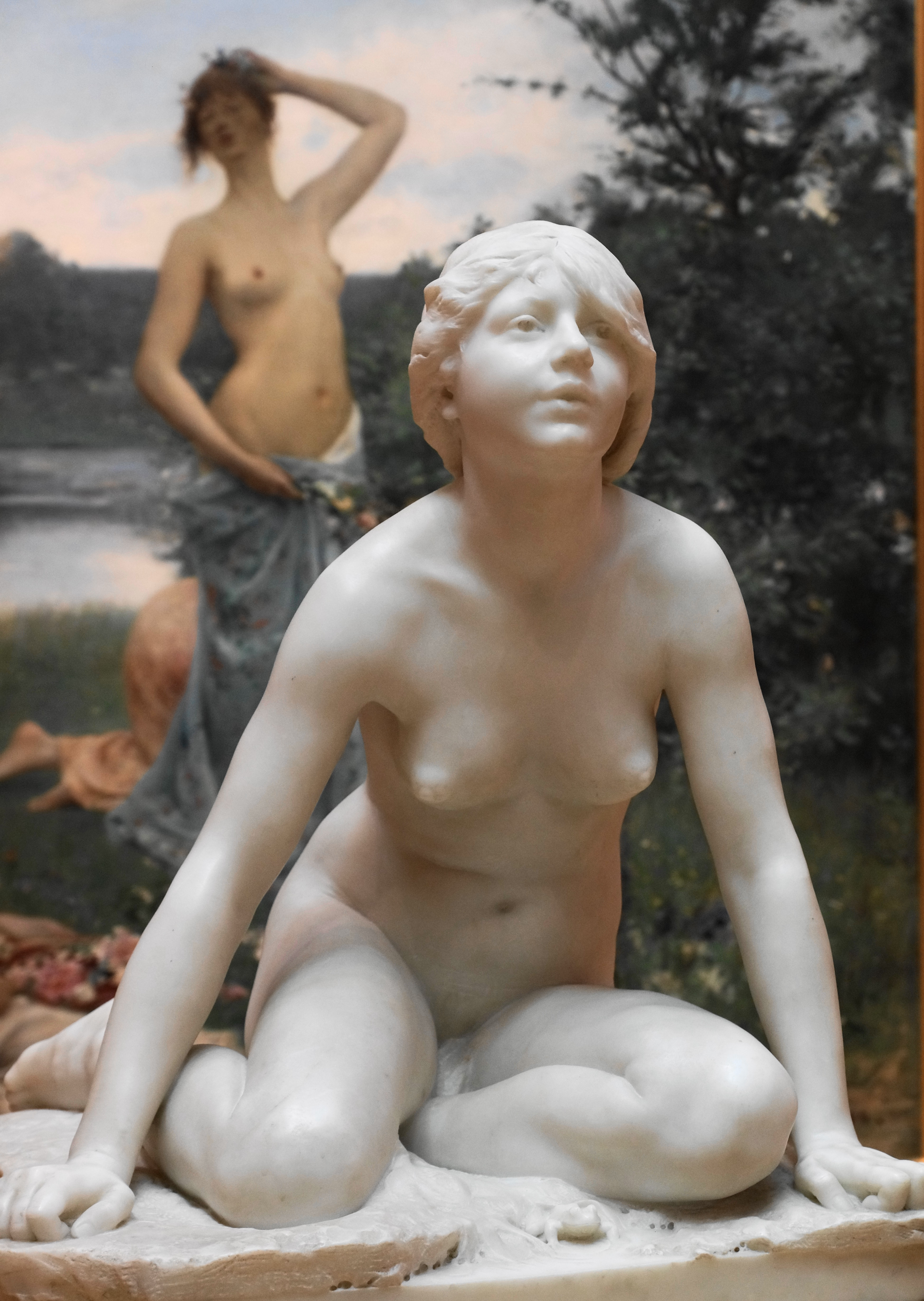
La Grenouille, première édition en 1889
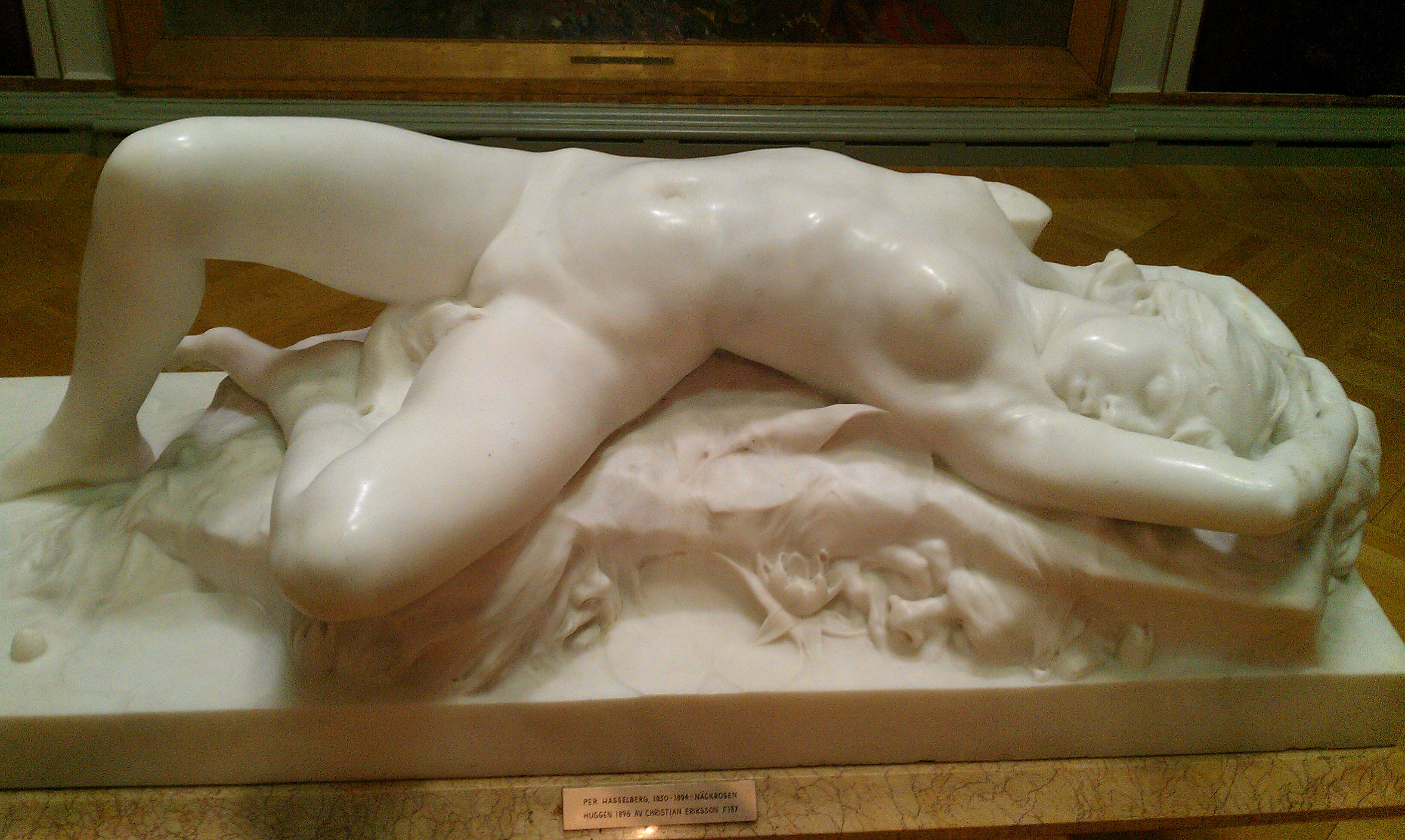
Le nénuphar, après 1891 - Suède, Goteborg Art Museum